# باووری
باووری (به چکی: Bavory) یک منطقهٔ مسکونی در جمهوری چک است که در ناحیه برتسلاو واقع شده‌است. باووری ۴۰۵ نفر جمعیت دارد.